# Filovia Alba-Barolo
La filovia Alba-Barolo era una linea filoviaria extraurbana che collegava la città di Alba al centro di Barolo, attraversando la regione delle Langhe.

## Storia
Su impulso del conte Gastone Guerrieri di Mirafiori, l'ingegner Elvio Soleri presentò nel 1910 il progetto di una linea filoviaria tra Alba e Barolo. I lavori per la costruzione iniziarono poco dopo, e la linea  venne attivata lunedì 26 settembre 1910 con quattro coppie di corse che percorrevano il tragitto in 45 minuti; successivamente le corse divennero quattro più due festive, e il tempo di percorrenza si ridusse a 40 minuti.
Gestita dalla Società Filovie Albesi, la linea subì durante la prima guerra mondiale requisizioni e la concorrenza di autoservizi, che portarono alla cessazione del servizio il 12 luglio 1919, sostituito da autobus.

## Percorso
La linea partiva da Alba in piazza Stazione, transitava quindi per la località Gallo di Grinzane Cavour, Serralunga d'Alba, Fontanafredda e Castiglione Falletto, terminando la corsa a Barolo.